# Renan Mazéas
Renan Mazéas voyage au Bénin, il est parrain de l'association Hirondelles de l'avenir, il compose le titre "Gîloo" et "Le jour d'après". En 2024, il fonde la société d'édition musicale Dans le Noir ÉDITIONS et devient directeur de casting pour l'émission Shannker pour France TV. En 2025, il collabore avec Winston Mcanuff sur scène et compose pour lui le single "île de beauté".
 (février 2009).
Si vous disposez d'ouvrages ou d'articles de référence ou si vous connaissez des sites web de qualité traitant du thème abordé ici, merci de compléter l'article en donnant les références utiles à sa vérifiabilité et en les liant à la section « Notes et références ».
Pour les articles homonymes, voir Mazéas.
Renan Mazéas, né le 30 octobre 1982, est un comédien, auteur-compositeur-interprète et musicien français.

## Biographie
Renan Mazéas commence sa carrière à 8 ans dans le film Aux yeux du monde  d’Éric Rochant où il interprète le frère d’Yvan Attal. L’histoire raconte la prise d’otage d’un bus d’enfants. On y retrouve Charlotte Gainsbourg dans un de ses premiers rôles au cinéma. Très vite repéré par un agent artistique, Renan Mazéas multiplie les expériences au cinéma et à la télévision : la série Salut les Musclés, des sagas comme Les Maîtres du pain d’Hervé Baslé, un premier rôle comme enfant de la DDASS, Le Fils du requin d’Agnès Merlet puis les comédies familiales avec Mimi Mathy Une nounou pas comme les autres et Une nana pas comme les autres où il fait la rencontre de Micheline Dax qui devient comme une seconde grand-mère. On peut le voir dans le film L'Avocate où il donne la réplique à Philippe Léotard, échange intense dans un tribunal sous tension ou dans la série Le Refuge avec Maxime Leroux.
Durant son adolescence, il découvre la guitare et intègre le conservatoire puis le Studio des Variétés et apprend la technique de chant et d'arrangements. Il décroche les Premiers prix de concours nationaux : Fun Radio, MCM, Solidays, Auditorium Saint-Germain. Il poursuit ses études à la Sorbonne III, exerce dans la presse en tant que journaliste et fonde en parallèle Folkom, Les Frangins et Piksou est à la Rue, 3 groupes de musique pop-rock avec des chansons qui lui permettent d'exprimer ses atouts de compositeur, d'auteur et de guitariste-chanteur. On lui propose alors les premières parties d'artistes confirmés tels que Matthieu Chedid, Ben l'Oncle Soul, Les Rita Mitsouko, Tété, Bernard Lavilliers.
Il poursuit les tournages dans Brûlez Rome où il campe un sénateur romain durant le grand incendie de Rome en 64 apr. J.-C. Au cinéma, La première fois que j'ai eu 20 ans avec Pierre Arditi, Catherine Jacob, Marilou Berry, Adrien Jolivet, Raphaël Personnaz puis Marie Humbert qui reproduit la quête désespérée de ce jeune tétraplégique qui demande au président Chirac le droit de mourir. On y retrouve Renan Mazéas en infirmier empathique.
De nombreuses tournées musicales se réalisent parallèlement partout en France, dans les îles en particulier La Réunion avec sa guitare et ses amis musiciens. Il propose d’offrir sa plume à d’autres interprètes comme Ann Shirley, Tom Frager, Lizae, Jonathan Dijoux mais réalise aussi de nombreuses collaborations pour l’émission The Voice en tant que recruteur de talents et avec des réalisateurs.

## Filmographie

### Cinéma
- 1991 : Aux yeux du monde d'Éric Rochant : le frère de Bruno
- 1993 : Le Fils du requin d'Agnès Merlet
- 2004 : La Première Fois que j'ai eu 20 ans de Lorraine Lévy : Émile

### Télévision
- 1991 - 1993 : Salut les Musclés : P'tit Gus, l'enfant extraterrestre
- 1992 : Marc et Sophie (série télévisée)
- 1993 : Les Maîtres du pain d'Hervé Baslé : Sébastien à 12 ans
- 1994 : Une nounou pas comme les autres d'Éric Civanyan : Sébastien
- 1995 : Une nana pas comme les autres d'Éric Civanyan : Sébastien
- 1996 : L’Avocate (série) - épisode Droit de visite réalisé par Michel Wyn : Vivien
- 1997 : Une soupe aux herbes sauvages de Alain Bonnot : Jousé
- 1997 : Le Refuge (série) d'Alain Schwarstein - La Nuit du loup : Didier
- 2003[réf. nécessaire] : Brulez Rome ! de Robert Kechichian : Pudens
- 2007 : Marie Humbert, le secret d'une mère, téléfilm de Marc Angelo : Rémi
- 2012 : Si près de chez vous (série de réalité scénarisée épisode 91 : La Descente aux enfers : Julien, ami de Romain
- 2014 : Petits secrets entre voisins (série de réalité scénarisée) - épisode L'Amour en double : Arthur

### Clip
- 2014 : Dans le noir
- 2018 : C'est vraiment passionnant
- 2020 : Gîloo
- 2020 : Le Jour d'Après

## Musique (auteur-compositeur-interprète)
- Studio Freaks Paris
- Concerts :
  - 1re partie de M, Les Rita Mitsouko, Tété, Ben l'oncle soul, Bernard Lavilliers, Zaz, Ben l'Oncle Soul, la Fête de l’Humanité en 2013, la braderie de Lille, etc.
  - 1er Prix : Solidays, MCM, Fun Radio, Auditorium Saint-Germain-des-Prés, Le Cirque d'Hiver, le Réservoir.
- Album : Folkom/ Les Frangins